# 苇子沟街道 (公主岭市)
苇子沟街道，是中华人民共和国吉林省长春市公主岭市下辖的一个乡镇级行政单位。

## 行政区划
苇子沟街道下辖以下地区：
苇子沟村、向前村、向华村、向阳村、长青村和獾子洞村。